# Anne Revere
Anne Revere (New York, 25 giugno 1903 – Locust Valley, 18 dicembre 1990) è stata un'attrice statunitense.

## Biografia
Discendente diretta del rivoluzionario americano Paul Revere, il padre Clinton era un agente di cambio e la condizione agiata le permise di vivere nell'Upper West Side. Visse anche a Westfield nel New Jersey. Si laureò al Wellesley College nel 1926 e in seguito studiò recitazione con Marija Uspenskaja e Richard Boleslawski. Nel 1931 Anne Revere fece il suo esordio come attrice teatrale a Broadway con la compagnia diretta da Stuart Walzer in The Great Barrington, ottenendo ulteriori consensi con la successiva apparizione in Double Door di Elizabeth McFadden, trasposta nel 1934 sullo schermo dal regista Charles Vidor con il titolo La porta segreta (1934). Il film segnò l'esordio nel cinema della Revere, che riprese il ruolo di Caroline Van Brett precedentemente interpretato sul palcoscenico, ma non apparve più sullo schermo per tutti gli anni trenta. Sempre nel 1934 apparve nella pièce The Children's Hour, a fianco di Robert Keith, opera che il regista William Wyler portò sullo schermo due anni più tardi con il titolo La calunnia (1936).
Durante gli anni quaranta l'attrice conobbe i suoi maggiori successi sul grande schermo, vincendo il premio Oscar alla miglior attrice non protagonista nel 1946 per l'interpretazione in Gran Premio. Fu candidata altre due volte all'Oscar sempre quale attrice non protagonista: nel 1944 in Bernadette e nel 1948 in Barriera invisibile. In tutti e tre i film che le valsero la candidatura (e uno di questi la vittoria) interpretò sempre il medesimo ruolo, cioè quello della madre dei protagonisti: Jennifer Jones, Elizabeth Taylor e Gregory Peck.
L'attrice rimase legata al ruolo di madre anche in altre pellicole del periodo: lo fu di Gene Tierney ne Il castello di Dragonwyck (1946), di John Garfield, un pugile ribelle, in Anima e corpo (1947), e di Vera-Ellen in Carnevale in Costarica (1947). Fu anche sorella maggiore intransigente di Alice Faye in Un angelo è caduto (1945), diretto da Otto Preminger, e del milionario Michael Redgrave nell'inquietante thriller Dietro la porta chiusa (1948) di Fritz Lang. Ancora per Preminger interpretò invece un ruolo differente dal suo consueto registro nel melodramma in costume Ambra (1947), quello di "Mamma Testa Rossa", a capo di una banda di ladri.
Tra gli ultimi incisivi ruoli è da ricordare quello di madre di Montgomery Clift nel dramma Un posto al sole (1951), prima che la sua carriera fosse compromessa dalla convocazione davanti alla Commissione per le attività antiamericane. Nell'occasione l'attrice si appellò al V emendamento della Costituzione, con l'esito che il suo nome venne inserito nella lista nera dalle case di produzione di Hollywood e la sua carriera fu rovinata.
Per il resto della sua vita la Revere continuò a sostenere che la copia non firmata della carta di registrazione al Partito Comunista fosse un falso. La sua interpretazione in Un posto al sole fu tagliata nella stampa (o copia) finale del film e l'attrice non comparve sul grande schermo per i successivi venti anni. Dopo essersi trasferita a New York per aprire una scuola di recitazione, fece ritorno al teatro e nel 1960 interpretò una sorella zitella e possessiva nel dramma Toys in the Attic di Lillian Hellman, al fianco di Jason Robards e Maureen Stapleton, ruolo che le fece ottenere un Tony Award come migliore attrice non protagonista in un'opera drammatica. Tornò al cinema nel 1970 con il western Macho Callagan (1970) e la commedia romantica Dimmi che mi ami, Junie Moon (1970) di Otto Preminger. Durante il decennio apparve inoltre sul piccolo schermo nelle serie televisive L'uomo da sei milioni di dollari (1974) e Baretta (1975-1976).

## Filmografia

### Cinema
- La porta segreta (Double Door), regia di Charles Vidor (1934)
- One Crowded Night, regia di Irving Reis (1940)
- Quelli della Virginia (The Howards of Virginia), regia di Frank Lloyd (1940)
- The Devil Commands, regia di Edward Dmytryk (1941)
- Gli uomini della città dei ragazzi (Men of Boys Town), regia di Norman Taurog (1941)
- L'ammaliatrice (The Flame of New Orleans), regia di René Clair (1941)
- Il molto onorevole Mr. Pulham (H.M. Pulham, Esq.), regia di King Vidor (1941) (non accreditata)
- Echi di gioventù (Remember the Day), regia di Henry King (1941)
- Scandalo premeditato (Design for Scandal), regia di Norman Taurog (1941) (non accreditata)
- Meet the Stewarts, regia di Alfred E. Green (1942)
- The Falcon Takes Over, regia di Irving Reis (1942)
- Are Husbands Necessary?, regia di Norman Taurog (1942)
- Le tre sorelle (The Gay Sisters), regia di Irving Rapper (1942)
- Signorine, non guardate i marinai (Star Spangled Rhythm) di George Marshall e A. Edward Sutherland (1942) (non accreditata)
- The Meanest Man in the World, regia di Sidney Lanfield (1943)
- Shantytown, regia di Joseph Santley (1943)
- Bernadette (The Song of Bernadette), regia di Henry King (1943)
- L'amica (Old Acquaintance), regia di Vincent Sherman (1943)
- Tutto esaurito (Standing Room Only), regia di Sidney Lanfield (1944)
- L'isola dell'arcobaleno (Rainbow Island), regia di Ralph Murphy (1944)
- Sunday Dinner for a Soldier, regia di Lloyd Bacon (1944)
- Gran premio (Velvet Brown), regia di Clarence Brown (1944)
- Le chiavi del paradiso (The Keys of the Kingdom), regia di John M. Stahl (1944)
- Un angelo è caduto (Fallen Angel), regia di Otto Preminger (1945)
- L'uomo ombra torna a casa (The Thin Man Goes Home), regia di Richard Thorpe (1945)
- Don Juan Quilligan, regia di Frank Tuttle (1945)
- Il castello di Dragonwyck (Dragonwyck), regia di Joseph L. Mankiewicz (1946)
- The Shocking Miss Pilgrim, regia di George Seaton (1947)
- Carnevale in Costarica (Carnival in Costa Rica), regia di Gregory Ratoff (1947)
- Barriera invisibile (Gentleman's Agreement), regia di Elia Kazan (1947)
- Ambra (Forever Amber), regia di Otto Preminger (1947)
- Anima e corpo (Body and Soul), regia di Robert Rossen (1947)
- Il figlio della tempesta (Deep Waters), regia di Henry King (1948)
- Dietro la porta chiusa (Secret Beyond the Door), regia di Fritz Lang (1948)
- Scudda Hoo! Scudda Hay!, regia di F. Hugh Herbert (1948)
- Sono tua (You're My Everything), regia di Walter Lang (1949)
- Uniti nella vendetta (The Great Missouri Raid), regia di Gordon Douglas (1951)
- Un posto al sole (A Place in the Sun), regia di George Stevens (1951)
- Macho Callagan (Macho Callahan), regia di Bernard L. Kowalski (1970)
- Dimmi che mi ami, Junie Moon (Tell Me That You Love Me, Junie Moon), regia di Otto Preminger (1970)
- Birch Interval, regia di Delbert Mann (1976)

### Televisione
- Aspettando il domani (Search for Tomorrow) – soap opera, 218 puntate (1970-1971)
- L'uomo da sei milioni di dollari (The Six Million Dollar Man) – serie TV, episodio 2x04 (1974)

## Riconoscimenti
- Premio Oscar
  - 1944 – Candidatura alla miglior attrice non protagonista per Bernadette
  - 1946 – Miglior attrice non protagonista per Gran Premio
  - 1948 – Candidatura alla miglior attrice non protagonista per Barriera invisibile

## Doppiatrici italiane
- Lola Braccini in Tutto esaurito, Gran Premio, Barriera invisibile, Anima e corpo, Dietro la porta chiusa
- Tina Lattanzi in L'amica, Sono tua
- Margherita Bagni in L'ammaliatrice
- Rosina Galli in Bernadette
- Giovanna Scotto in Un posto al sole
- Anna Miserocchi in Gran Premio (ridoppiaggio)
- Benita Martini in L'amica (ridoppiaggio)